# Nintendo DSi

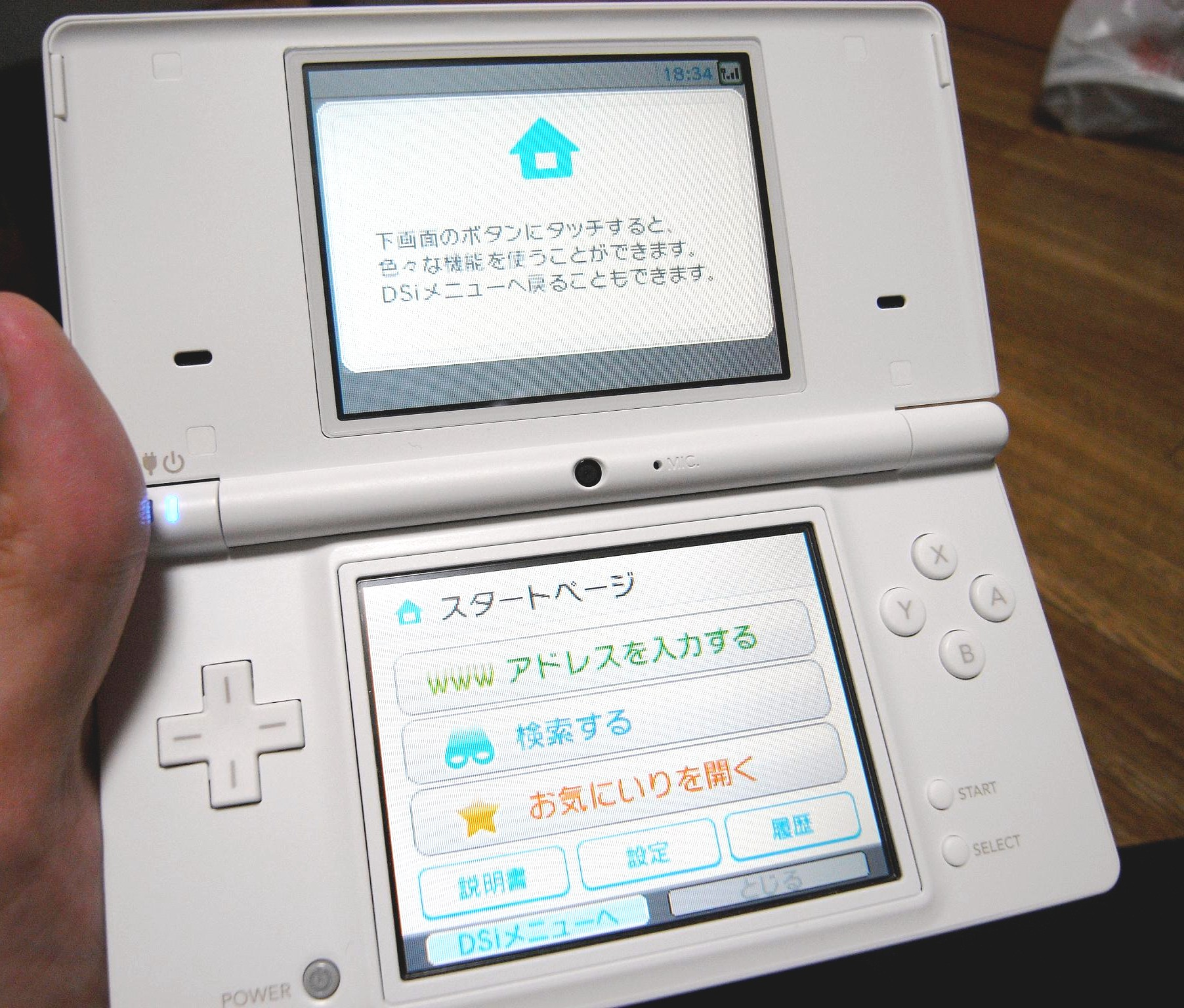
Vit modell av Nintendo DSi

Nintendo DSi är den tredje modellen av Nintendos spelkonsol Nintendo DS. Den släpptes i Japan den 1 november 2008 och senare den 3 april 2009 i Europa.
Nintendo DSi har två kameror med en upplösning på 0,3 megapixlar. Enheten har två skärmar som vardera är på 3,25 tum, vilket är 8,33% större per skärm än Nintendo DS Lite. Skärmarna har samma upplösning som den tidigare Nintendo DS, det vill säga 256x192 pixlar. Enheten kan inte spela Game Boy Advance-spel då den saknar en Game Boy Advance-port. Game Boy Advance-porten har istället ersatts med en kortläsare och spelkonsolen kan därmed laddas med spel från till exempel DSi Shop Channel. Alla Nintendo DS-spel går dock att spela på Nintendo DSi, förutom Guitar Hero-spelen eftersom de använder Game Boy Advance-porten. Enheten är 12% tunnare än föregångaren.
Processorns klockfrekvens har höjts till 133 MHz, primärminnet är utökat till 16MB därtill finns ett inbyggt flashminne på 256MB för lagring av nedladdade spel.
Nintendo DSi stöder SD-kort upp till 32 GB.
Enheten är försedd med webbläsaren Opera. Opera finns även till Wii och Nintendo DS.
I Japan såldes Nintendo DSi i cirka 500.000 exemplar på en månad.